# Троицк (Тюкалинский район)
Тро́ицк — село в Тюкалинском районе Омской области. Административный центр Троицкого сельского поселения.

## История
Основано в 1894 году. В 1928 году деревня Троицкая состояла из 65 хозяйств, основное население — русские. В административном отношении являлась центром Троицкого сельсовета Тюкалинского района Омского округа Сибирского края.

## Население
| 1926 | 2010 |
| ---- | ---- |
| 389  | ↗504 |

## Улицы
| - ул. Больничная, - ул. Восточная, - ул. Зелёная, - ул. Магистральная, - ул. Новая, | - ул. Олимпийская, - ул. Омская, - ул. Почтовая, - ул. Центральная, - ул. Школьная. |